# Ruth Gavison

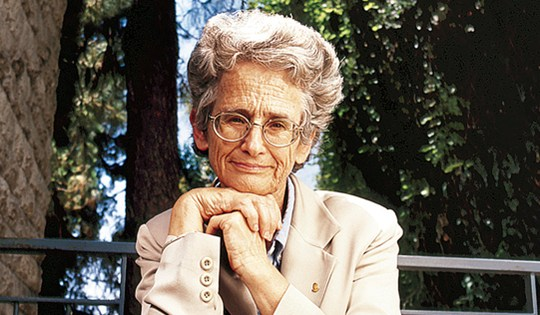
Ruth Gavison (2003)

Ruth Gavison (hebräisch רות גביזון, * 28. März 1945 in Jerusalem; † 15. August 2020) war eine israelische Professorin der Rechtswissenschaften an der Hebräischen Universität Jerusalem. Sie war spezialisiert auf ethnische Konflikte, den Schutz von Minderheiten, Menschenrechte, politische Theorie und Prozessrecht. Außerdem befasste sie sich mit Fragen hinsichtlich Religion und Politik sowie Israel als jüdischem und demokratischen Staat.

## Leben
Gavison wurde vor der Staatsgründung in Palästina in eine sephardische spanischsprachige Familie geboren. Ihr Vater stammte aus Nordafrika, und die Familie ihrer Mutter stammte aus Griechenland. Gavison wuchs in Haifa auf, wo sie die Schule besuchte. Sie studierte an der Hebräischen Universität in Jerusalem und schloss ihr Studium der Rechtswissenschaften 1969 ab. Von da an nahm sie an dieser Universität Lehraufgaben wahr. 1970 erwarb sie einen B.A. in Philosophie und Wirtschaftswissenschaften. Sie studierte auch an der Universität Oxford im Vereinigten Königreich, wo sie 1975 einen Doktortitel in Rechtsphilosophie erwarb.
Von 1978 an hatte sie einen Lehrauftrag an der Yale University und lehrte ab 1984 am Lehrstuhl für Menschenrechte an der Hebräischen Universität. Ab 1990 hatte Gavison an der Fakultät für Recht der Hebräischen Universität eine Vollprofessur inne. Von 1990 bis 1991 hatte sie auch einen Lehrauftrag an der University of Southern California und von 1998 bis 1999 gehörte sie zum Kollegium des Center for Human Values an der Princeton University.
Ruth Gavison war ein Gründungsmitglied der Vereinigung für Bürgerrechte in Israel (ACRI), deren Vorstandsmitglied sie für viele Jahre war und der sie von 1996 bis 1999 vorstand. Sie war Mitglied der Internationalen Juristenkommission. Gavison war in der Vergangenheit mehrfach Mitglied von öffentlichen Untersuchungskommissionen. Ab September 2006 war sie Mitglied der Winograd-Kommission, die Unzulänglichkeiten bei der Vorbereitung Israels auf einen bewaffneten Konflikt und bei der Kriegsführung der israelischen Streitkräfte während des Libanonkrieges 2006 untersuchen sollte. 1976 war sie Mitglied der Kahan-Kommission über den Schutz der Privatsphäre, deren Arbeit die Verabschiedung eines Gesetzes im Jahre 1981 bewirkte. Zwei Jahre später wirkte sie an der Ergänzung des Gesetzes mit. Von 1987 bis 1990 war sie Mitglied einer öffentlichen Kommission, welche die Beziehung zwischen gläubigen und säkularen Juden in Israel untersuchte. Von 1996 bis 1997 war sie Mitglied der Zadok-Kommission, die sich mit Pressegesetzen befasste, und anschließend arbeitete Gavison in der Schamgar-Kommission mit, in der es um die Berufung des Generalstaatsanwaltes und damit verbundener Fragen ging.
2011 wurde ihr der Israel-Preis in der Rubrik Jurisprudenz verliehen. 2015 wurde sie zum Mitglied der Israelischen Akademie der Wissenschaften gewählt.